# Лавли, Луиза
Луи́за Ла́вли (англ. Louise Lovely; 28 февраля 1895, Паддингтон, Сидней — 18 марта 1980 или 17 марта 1980, Хобарт) — австралийско-американская актриса эпохи немого кино, менее известна как театральная актриса и кинопродюсер. Первая киноактриса из Австралии, имевшая серьёзный успех в Голливуде.

## Биография
Нелли Луиза Карбасс (настоящее имя актрисы) родилась 28 февраля 1895 года в городке Паддингтон (ныне — район города Сидней, Австралия). Отец — итальянец из Милана, музыкант и композитор Ферруччио Карло Альберти (1844—1913). Мать — швейцарка, Элиза Луиза Жане де Грюнинген Леманн (1860—1926). Они приплыли в Австралию в 1891 году в компании актрисы Сары Бернар, которая совершала грандиозное мировое турне продолжительностью два года. Дав ряд представлений, Бернар отправилась дальше, а будущие родители Луизы Лавли решили остаться в этой стране.
Впервые на сцене Луиза появилась в девятилетнем возрасте, исполнив роль Евы в постановке «Хижина дяди Тома» в одном из театров Сиднея. Вскоре она стала членом театральной компании Джорджа Марлоу. В 1911 году 16-летняя актриса получила приглашение от кинорежиссёра Гастона Мервейла начать сниматься в кинолентах только что созданной студии Australian Life Biograph Company. Эта компания просуществовала всего год, за который она появилась в девяти её лентах.
В 1914 году Луиза с мужем прибыли в США, в Лос-Анджелес, где актриса решила продолжить свою кинокарьеру. Она свела знакомство с главой Universal Pictures Карлом Леммле, который предложил ей контракт на съёмки, а заодно дал новое сценическое имя — Луиза Лавли. С 1915 года она начала сниматься для Universal Pictures, и оказалась столь яркой актрисой, что критики всерьёз рассматривали её как конкурентку несравненной Мэри Пикфорд. В 1918 году Universal Pictures уволила Лавли в связи с разногласиями о контракте. Хотя актриса сразу же нашла себе работу на других киностудиях, теперь её роли были уже не столь успешными. Она снималась до 1922 года, а затем, после двух лет без предложений о съёмках, разочарованная, вернулась с мужем в Австралию, загоревшись мыслью заняться производством кинофильмов у себя на родине. По прибытии, они объявили кастинг национального масштаба на свою первую картину, «Драгоценные ночи». Лавли просмотрела более 23 000 актёров и актрис, причём для этой цели они арендовали известный театр «Принцесса» в Мельбурне; в результате она отобрала себе лишь двадцать человек. Фильм имел заметный успех, но всё равно не окупил затрат в 8000 фунтов стерлингов. Поскольку со второй половины 1920-х годов кинематограф Австралии стал впадать в кризис, Лавли не приглашали на роли, а сама она более не могла позволить независимых постановок по финансовым соображениям. Таким образом, «Драгоценными ночами» кинематографическая карьера Лавли была окончена.
В 1948 году Лавли со вторым мужем переехала в Хобарт, где он стал менеджером театра Принца Уэльского, а она работала в лавке сладостей при нём на протяжении 30 лет до самой своей смерти.
Луиза Лавли скончалась в ночь с 17 на 18 марта 1980 года в Хобарте (Тасмания, Австралия).

### Личная жизнь
Луиза Лавли была замужем дважды.
1. Уилтон Уэлч (1884 — после 1928). Брак заключён 20 февраля 1912 года[16][17][18], 26 ноября 1928 года последовал развод[19] в связи с его гомосексуальностью[20]. На момент заключения брака Луизе ещё даже не исполнилось 17 лет[11], мужу было 28 лет[5]. Уэлч выступил как продюсер, режиссёр, сценарист и монтажёр картины «Драгоценные ночи» (1925), и на этом его вклад в кинематограф был исчерпан[21].
2. Берт Коуэн, театральный менеджер из Мельбурна[22]. Брак заключён 26 ноября 1928 года (в день развода с первым мужем)[23][24][25], в 1967 году Коуэн умер.

## Избранная фильмография
За свою карьеру (1911—1925, с заметными перерывами) Лавли снялась в примерно 60 фильмах, 12 из которых были короткометражными; четырежды выступила как продюсер.
- 1911 — Сто лет назад[англ.] / One Hundred Years Ago — Джудит
- 1911 — Билет в Таттс[англ.] / A Ticket in Tatts — миссис Фэллон
- 1915 — Отец и мальчики[англ.] / Father and the Boys — Бесси Брейтон
- 1915 — Сильнее смерти[англ.] / Stronger Than Death — Джун Латроп (к/м)
- 1916 — Сенсация Долли[англ.] / Dolly's Scoop — Долли Клэр, газетный репортёр (к/м)
- 1916 — Хватка ревности[англ.] / The Grip of Jealousy — Вирджиния Грант
- 1916 — Запутанные сердца[англ.] / Tangled Hearts — Вира Лейн
- 1916 — Позолоченный паук[англ.] / The Gilded Spider — Лионита и Элайза
- 1916 — Бобби из балета[англ.] / Bobbie of the Ballet — Бобби Брент
- 1916 — Хватка жадности[англ.] / The Grasp of Greed — Элис Гордон
- 1917 — Девушка-подарок[англ.] / The Gift Girl — Рокайя
- 1917 — Морские сирены[англ.] / Sirens of the Sea — Лорелей
- 1919 — Охотник на людей[англ.] / The Man Hunter — Хелен Гарфилд
- 1919 — Всадник Одинокой Звезды[англ.] / The Lone Star Ranger — Рэй Лонгстред
- 1919 — Последний из Дюанов[англ.] / The Last of the Duanes — Дженни Ли
- 1919 — Крылья утра[англ.] / Wings of the Morning — Ирис Дин
- 1920 — Близнецы Сафферинг-Крика[англ.] / Twins of Suffering Creek — Маленькая Казино
- 1920 — Лётчик / The Skywayman — Вирджиния Эймс
- 1921 — Старое гнездо[англ.] / The Old Nest — Кейт в возрасте 21—31 год
- 1922 — Разбитые идолы[англ.] / Shattered Idols — Диана Чичестер
- 1925 — Драгоценные ночи[англ.] / Jewelled Nights — Элейн Флитвуд[26]

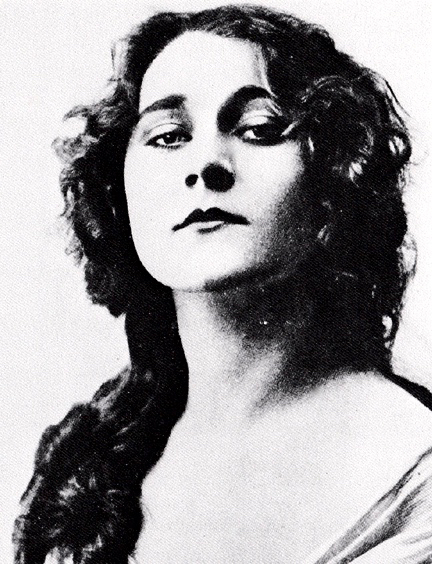
Фото ок. 1913 г.
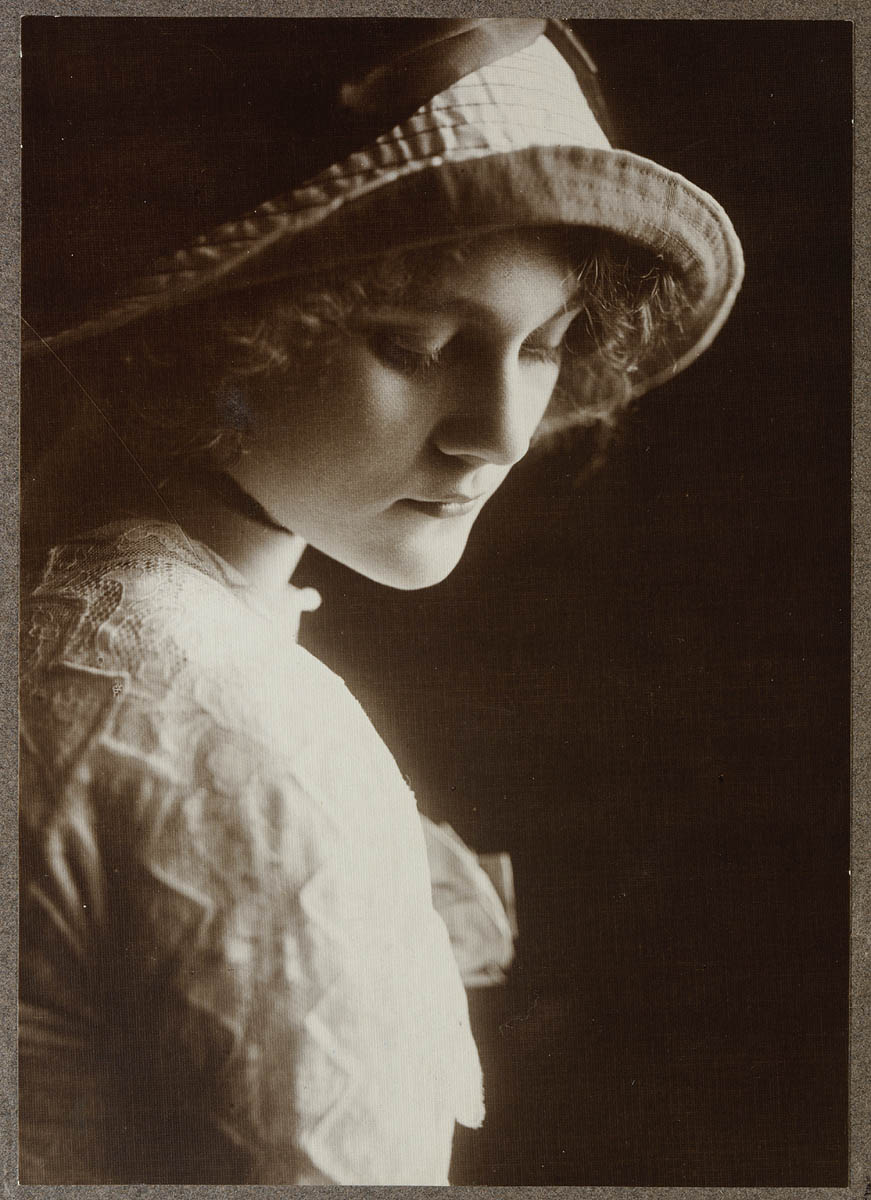
Фото ок. 1913 г.
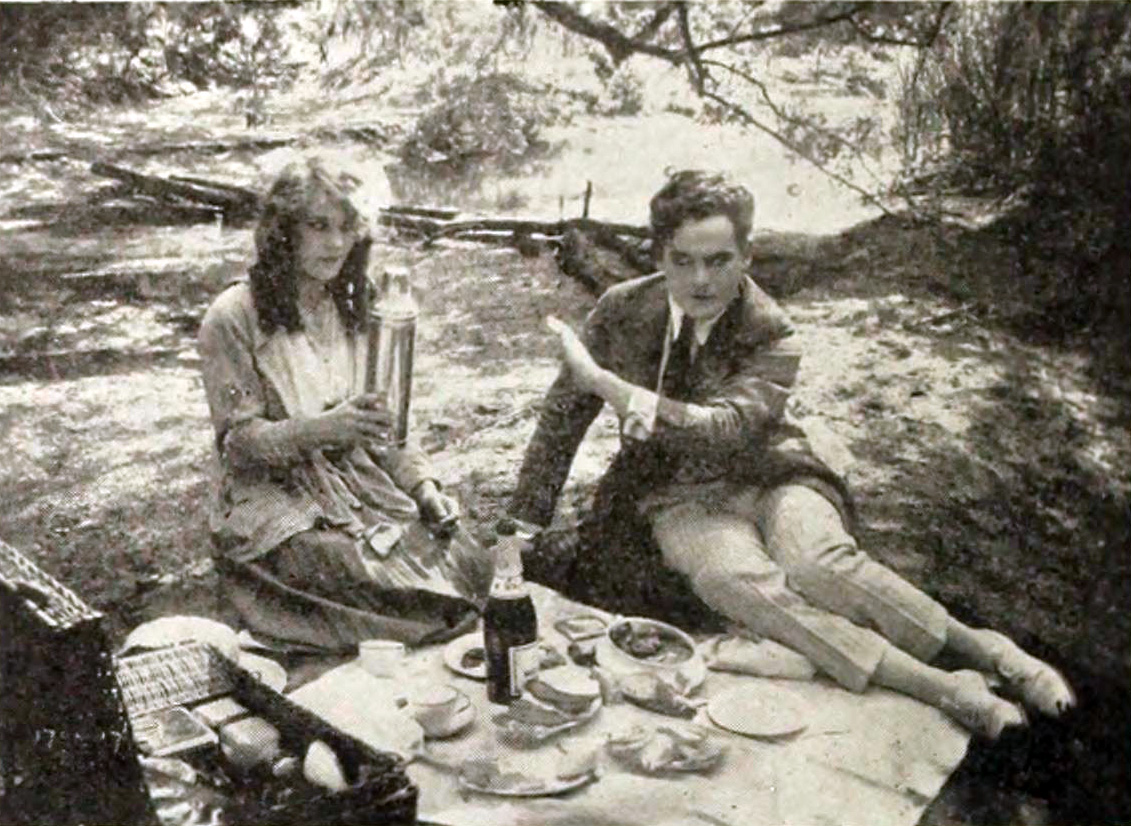
В фильме «Бобби из балета[англ.]» (1916)
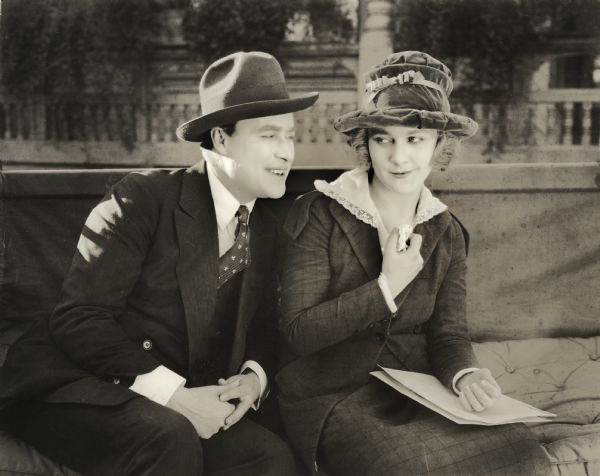
С Хейлом Хэмилтоном[англ.] в фильме Johnny-on-the-Spot[англ.] (1919)
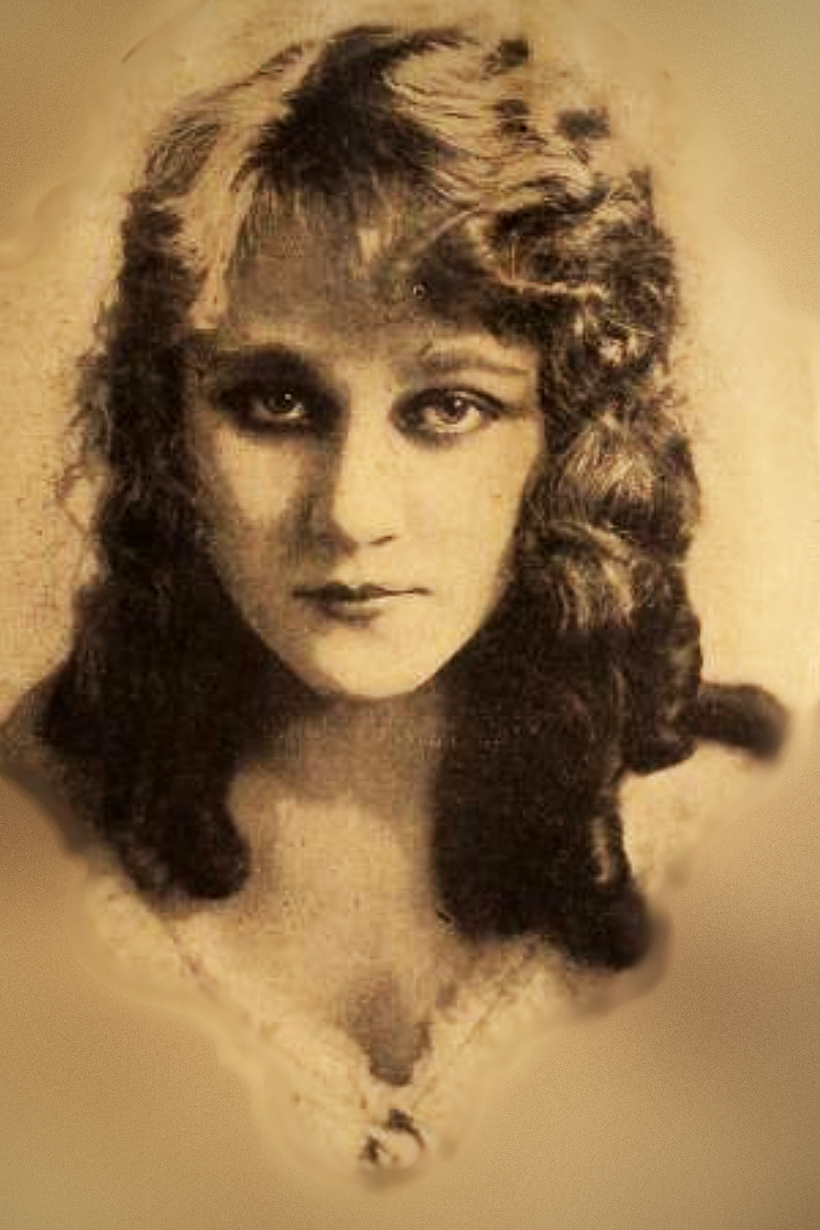
Фото 1919 г.
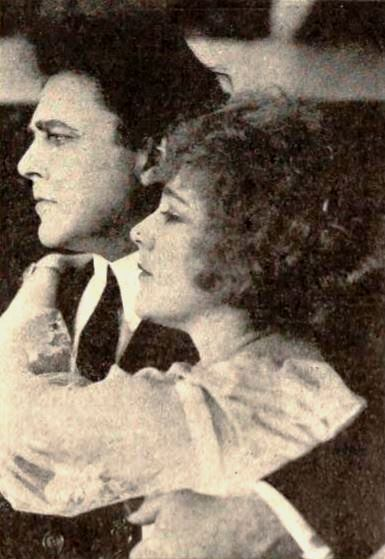
С Уильямом Фарнумом в фильме «Ночные волки»[англ.] (1919)
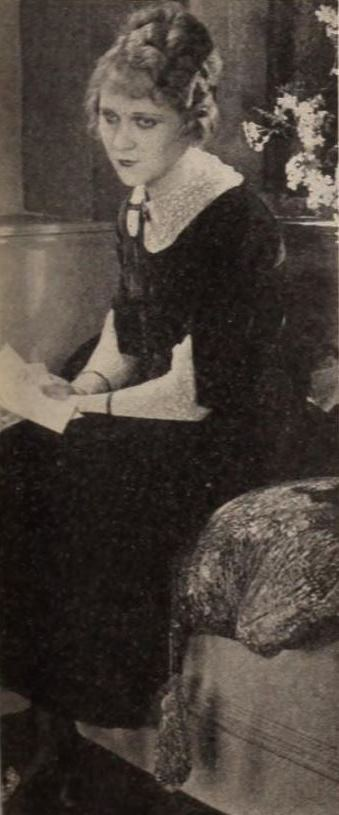
В фильме «Серый мышонок»[англ.] (1920)
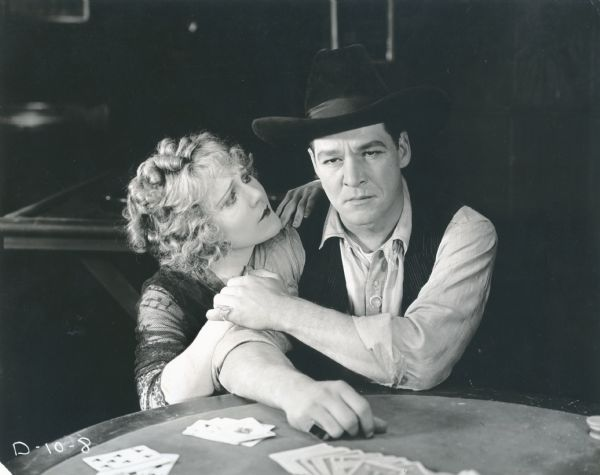
С Уильямом Расселлом[англ.] в фильме «Близнецы Сафферинг-Крика[англ.]» (1920)
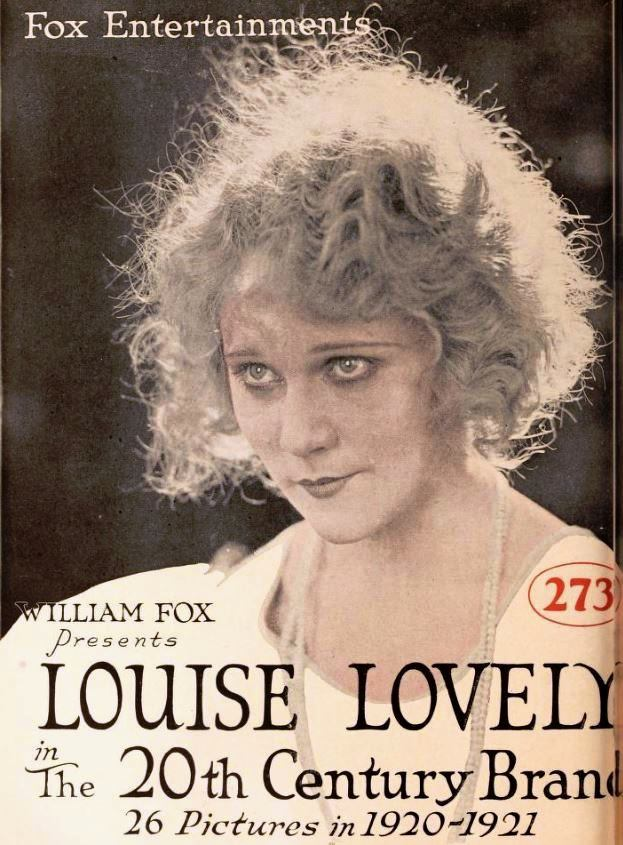
На обложке журнала Exhibitors Herald за август 1920 г.
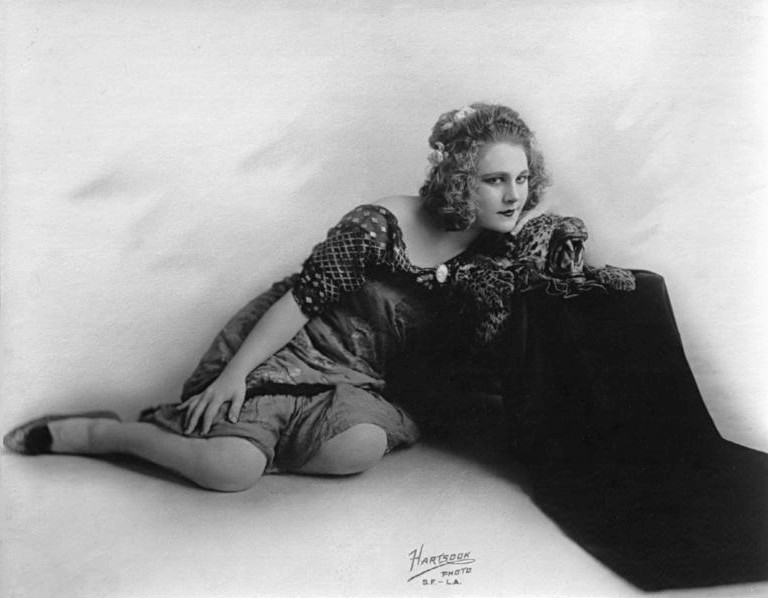
Фото ок. 1920 г.
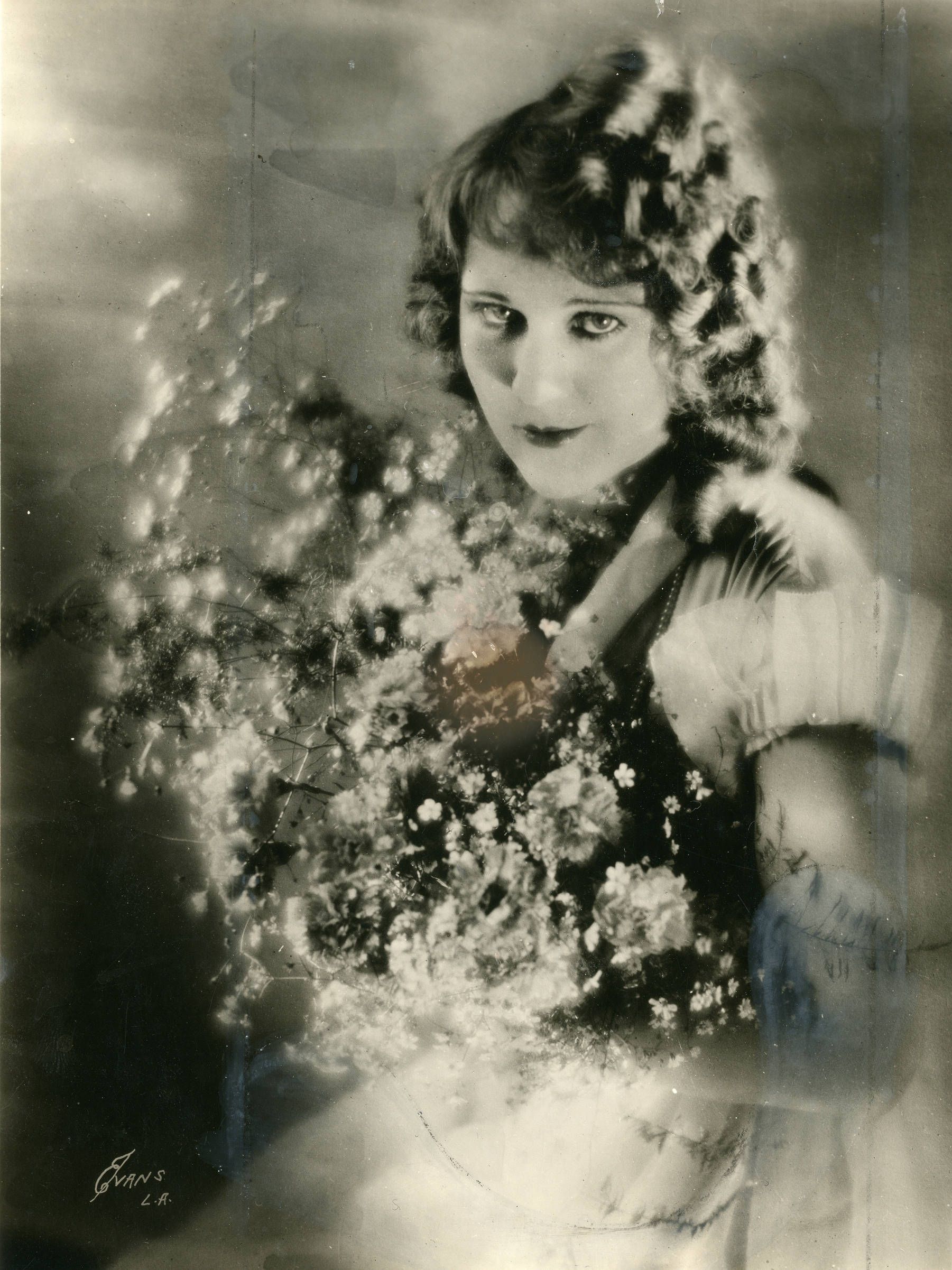
Фото 1922 г.
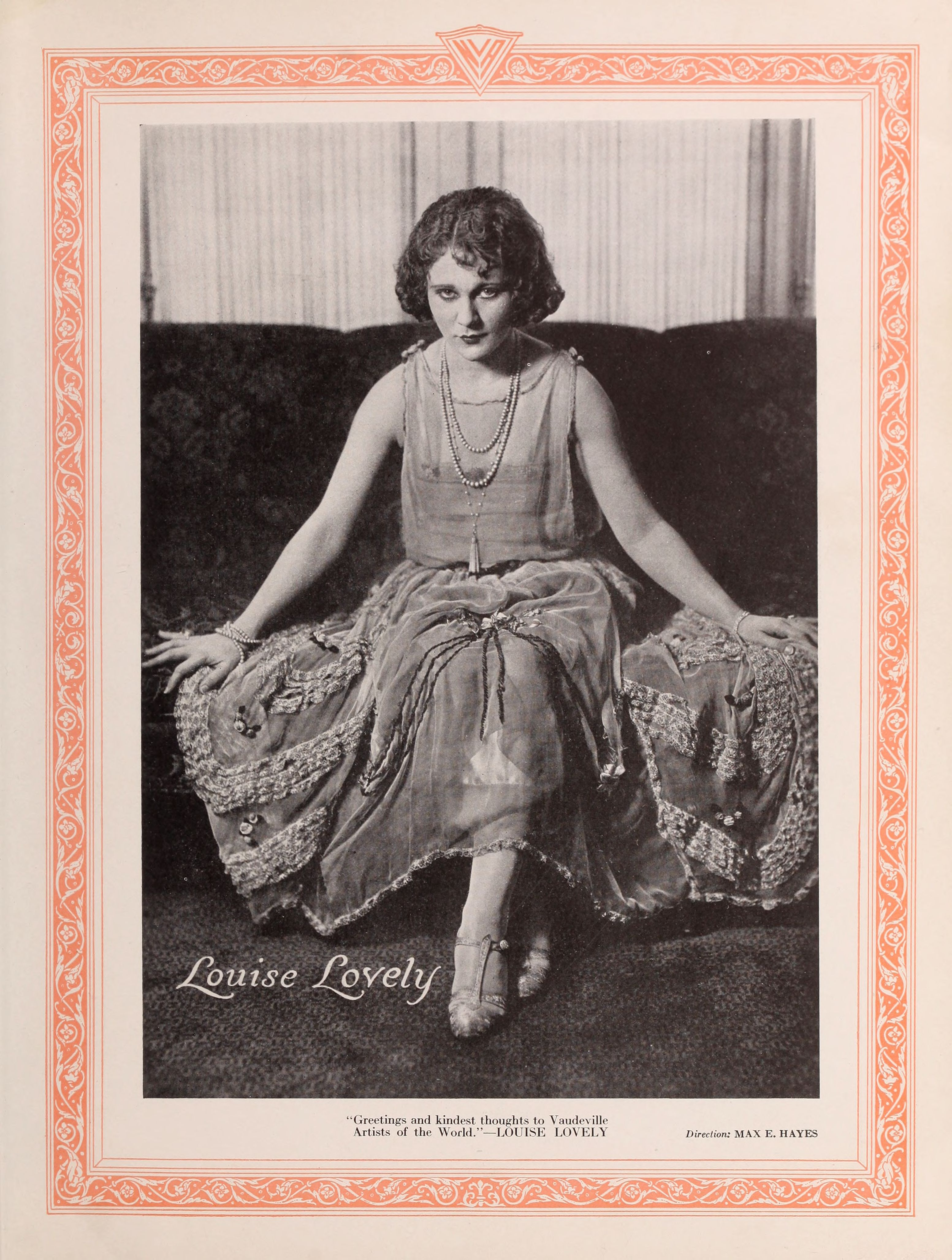
Фото 1923 г.